# Chiesa di San Francesco d'Assisi (Ostuni)
La chiesa di San Francesco d'Assisi è una chiesa cattolica del comune di Ostuni, in Puglia, facente parte dell'arcidiocesi di Brindisi-Ostuni.

## Storia
La chiesa fu costruita nel 1304 nell'orto del "Colombro", in un terreno donato dal principe di Taranto, dai frati minori conventuali. In seguito alla soppressione degli ordini religiosi, avvenuta cinque secoli dopo, essa passò sotto la gestione dell'arciconfraternita dell'Immacolata. Originariamente costruita in stile gotico, nel 1615 fu profondamente ristrutturata, mentre nella seconda metà del Settecento i frati francescani commissionarono Giuseppe Fasano e Nicolantonio Maldarella per un ulteriore restauro. Al 1883 risale la sontuosa facciata di Gaetano Jurleo, in sintonia con lo stile dell'adiacente Palazzo civico, che in seguito fu innalzata dall'arciconfraternita dell'Immacolata.

## Descrizione
L'edificio presenta una facciata divisa in due parti da un cornicione posto a metà altezza, sul quale figura una finestra atipica di ispirazione romanica. Nella parte inferiore del cornicione vi sono due statue in marmo di Carrara raffiguranti i santi Francesco d'Assisi e Antonio di Padova ad opera di Francesco Bagnulo, tra le quali vi è il portone in bronzo ad opera di Egidio Giaroli. Sulla porta sono raffigurate diverse scene legate alla città di Ostuni, nonché la creazione di Adamo, il Cantico delle creature, il miracolo del "Cavalluccio" ad opera di san Francesco ad Ostuni e il presepe.
La pianta dell'edificio possiede una navata unica, mentre gli interni, risalenti al 1777 ad opera di Salvatore Trinchera e Francesco Greco, includono colonne, lesene e cornici, assieme a capitelli corinzi e volte che sorreggono la cupola. L'altare principale del presbiterio, risalente al 1780, è di marmo e presenta due angeli laterali rappresentanti l'Estasi e la Meditazione. Adiacente ad esso vi è l'organo costruito da Tommaso Alvano nel 1882, mentre su lato sinistro figura l'altare dedicato all'Immacolata, dallo stile più sobrio ma allo stesso tempo più imponente, che presenta il tronetto del Santissimo sopra al tabernacolo, assieme a quattro cherubini. Sulla navata figurano inoltre quattro altari minori scolpiti in pietra locale, a destra dedicati a sant'Agostino e all'Addolorata, mentre a sinistra alla Sacra Famiglia e a sant'Antonio di Padova.
Le statue presenti nella chiesa includono quelle della Via Crucis di inizio Novecento, nonché quelle di san Giuseppe col Bambino (1689) e quella in legno dell'Immacolata (1719) di Giacomo Colombo. Vi sono inoltre dei bassorilievi raffiguranti la Via Crucis installati nel 1989 da Gaetano Valerio e il quadro del Mosè che spezza le Tavole della Legge, dinanzi alla statua del vitello d'oro.